# زبان‌گاوی تیزبینی
زبان‌گاوی تیزبینی (نام علمی: Cynoglossus acutirostris) نام یک گونه از سرده کفشک زبان‌گاوی است.